# Prappach

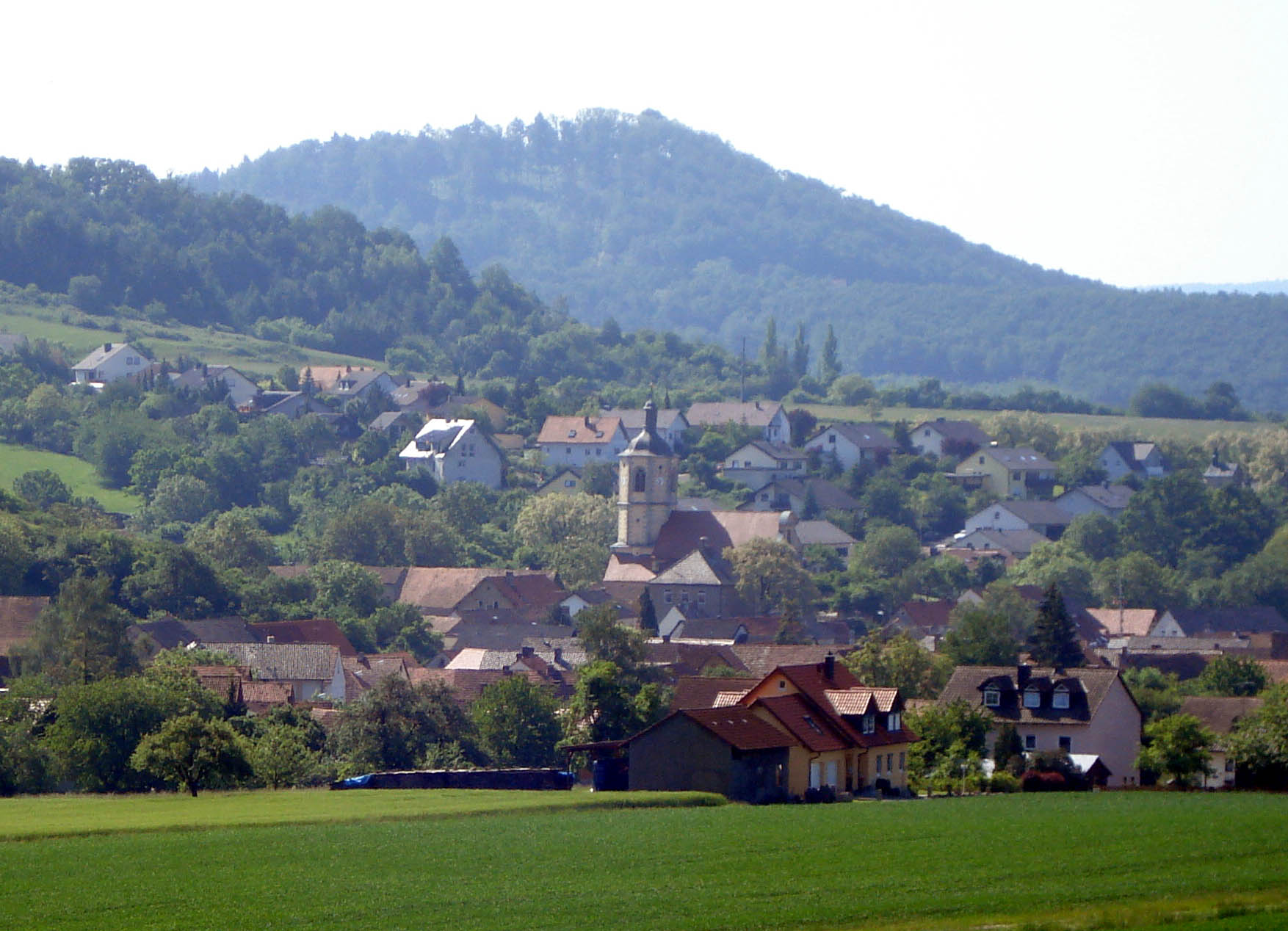
Blick auf Prappach

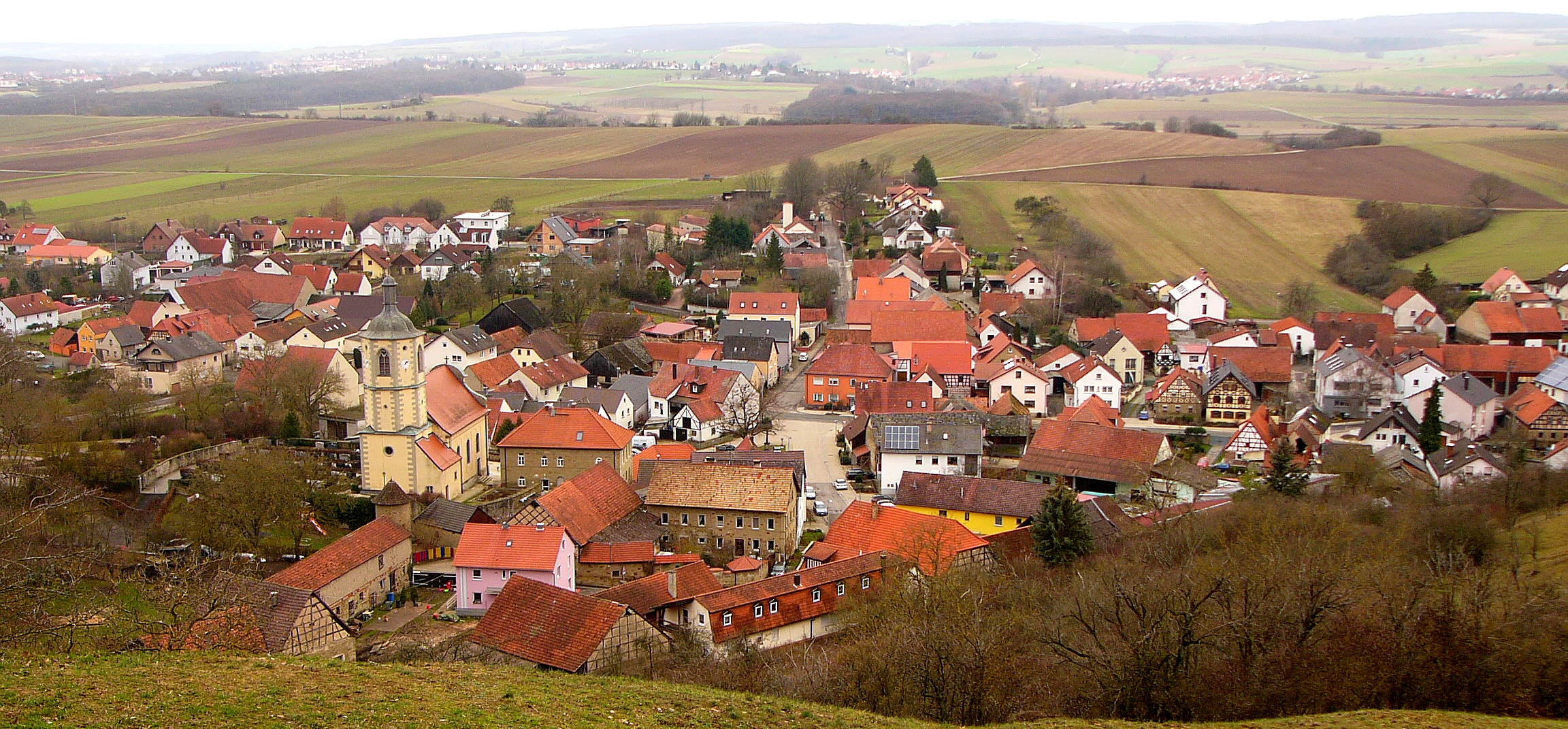
Prappach vom Wachthügel aus gesehen

Prappach ist ein Gemeindeteil der Kreisstadt Haßfurt im unterfränkischen Landkreis Haßberge in Bayern.

## Geographie
Das Pfarrdorf liegt am Rande der Haßberge, die dem Landkreis den Namen gaben. Es liegt auf einer Höhe von etwa 230 m ü. NN und hat 697 Einwohner (Stand: 1. Juli 2020).
Durch Prappach führt der Fränkische Marienweg.

## Geschichte
Die erste urkundliche Erwähnung stammt aus dem Jahr 1109.
Am 1. Mai 1978 wurde der bis dahin selbständige Ort in die Kreisstadt Haßfurt eingegliedert.

## Baudenkmäler
- Barocke Dorfkirche mit wuchtigem Turm aus dem 16. Jahrhundert und Reste einer Friedhofsbefestigungsanlage (Häckerstein).

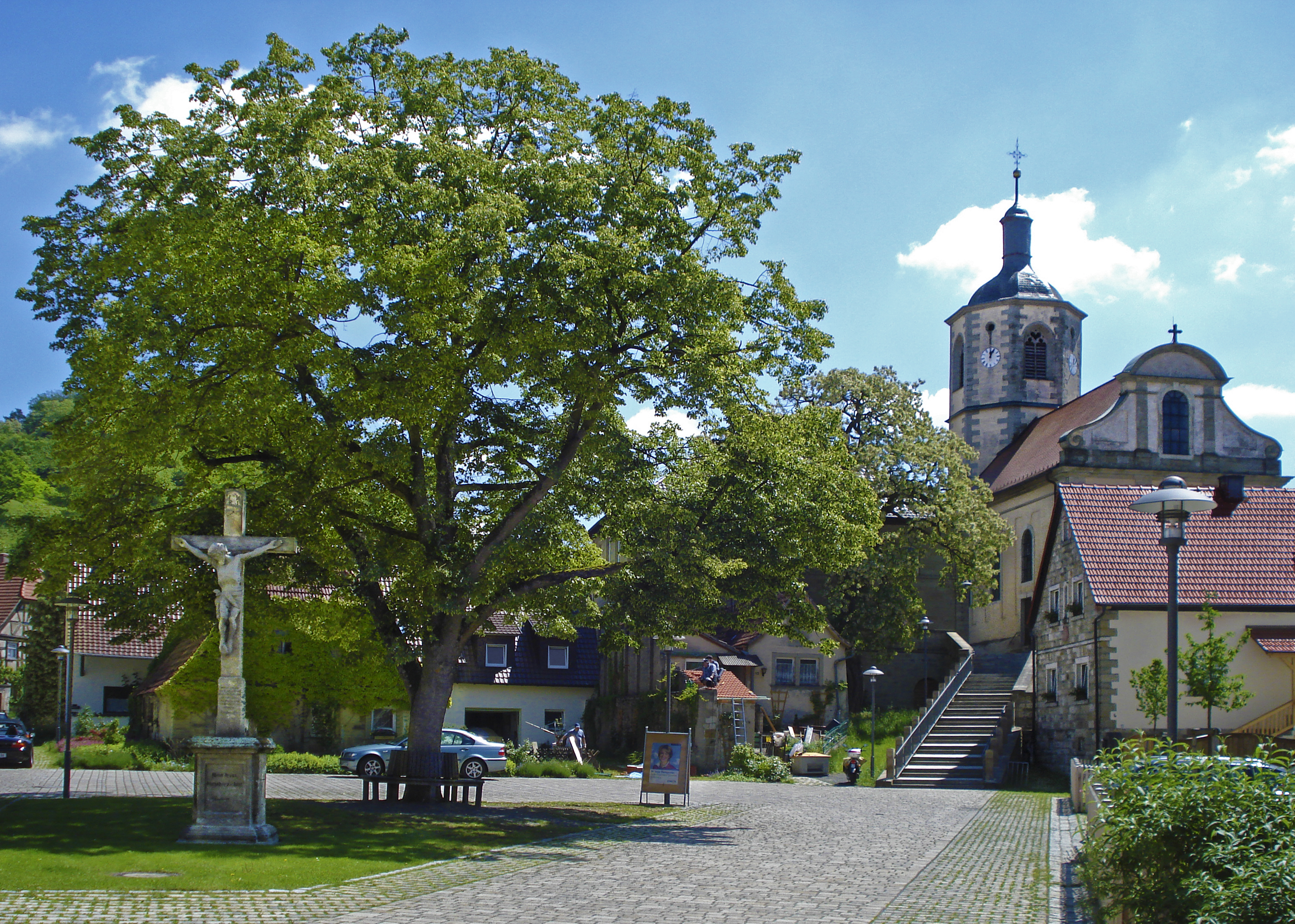
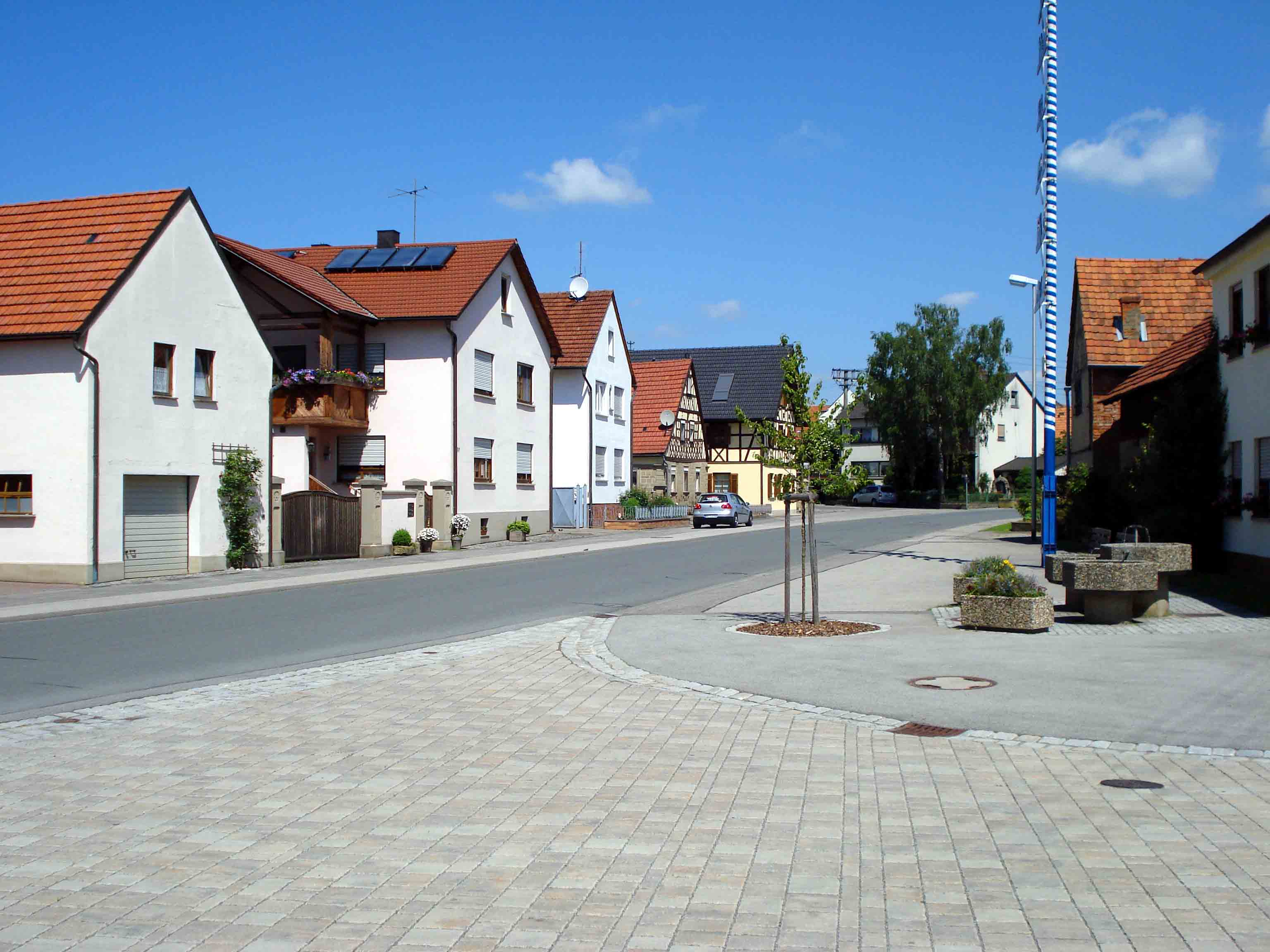
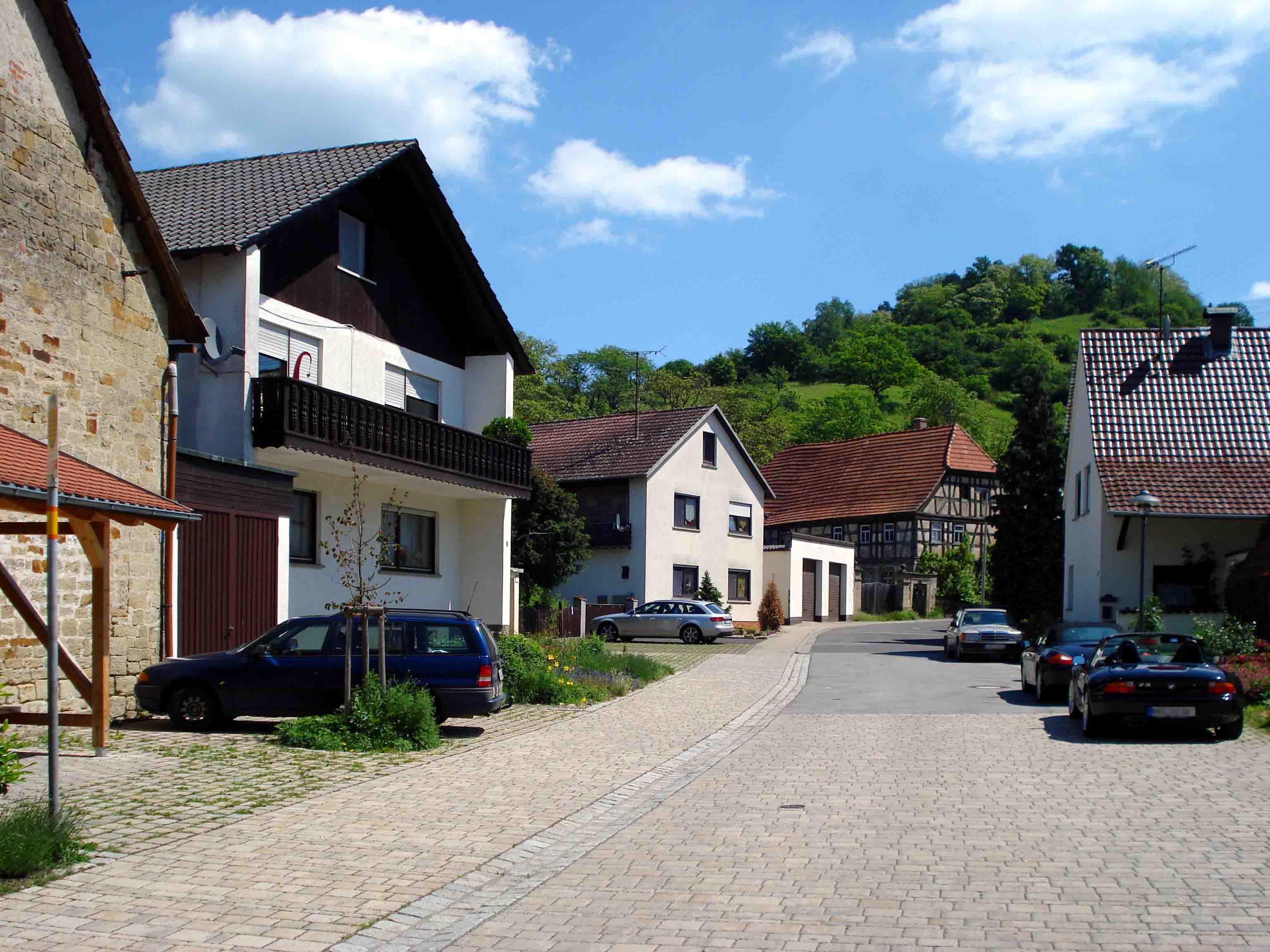
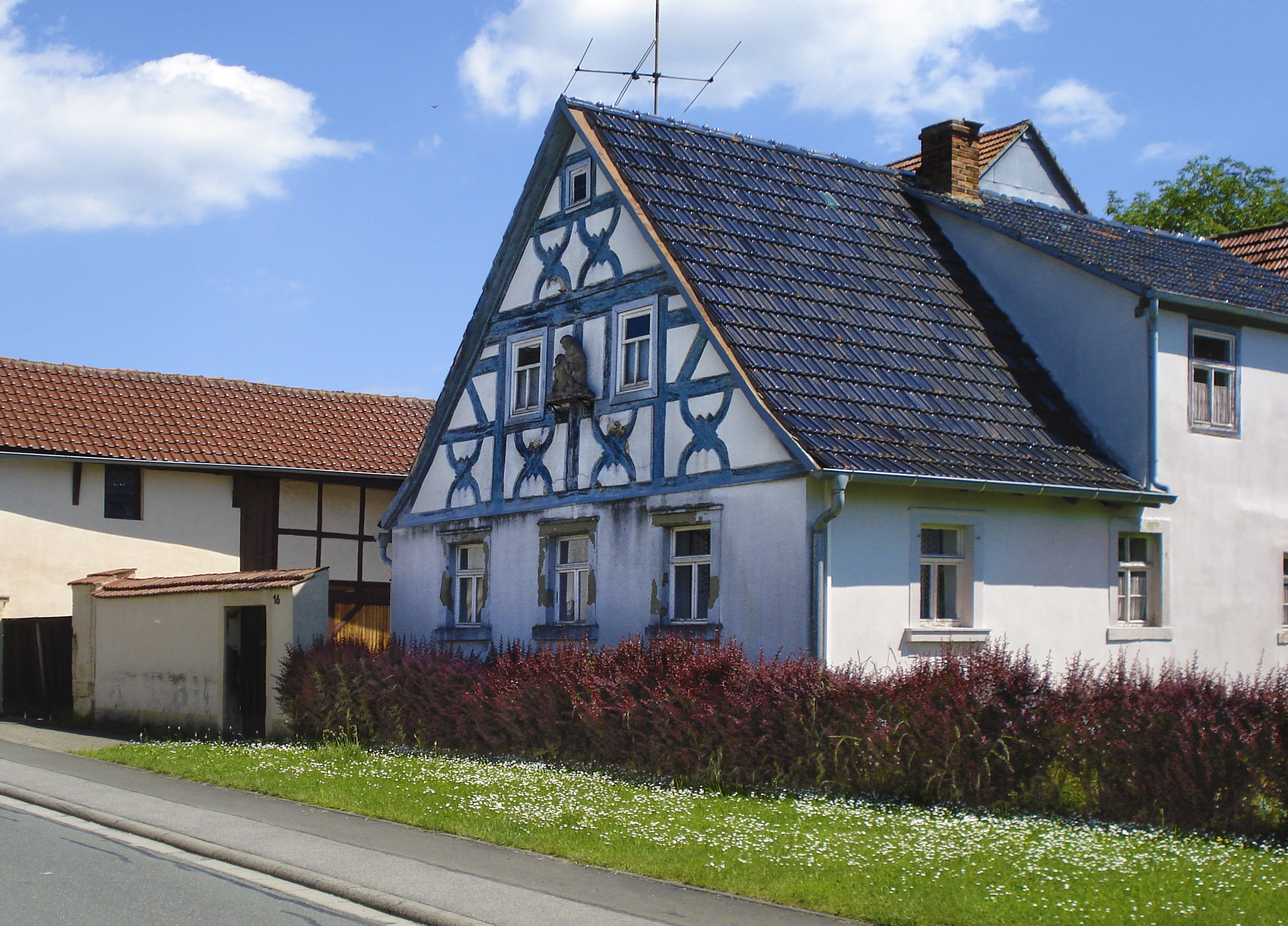
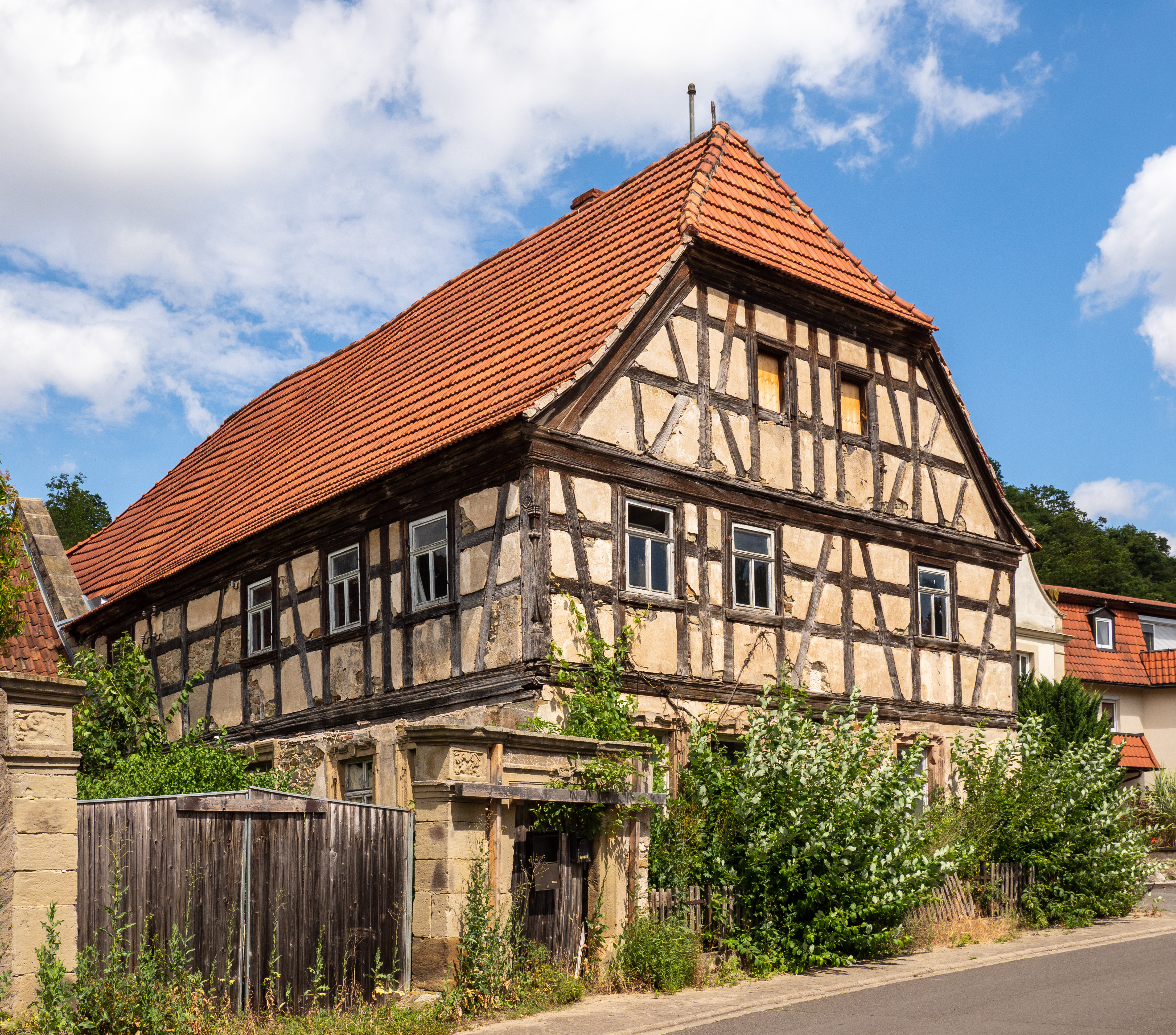
Fachwerkhaus in Prappach
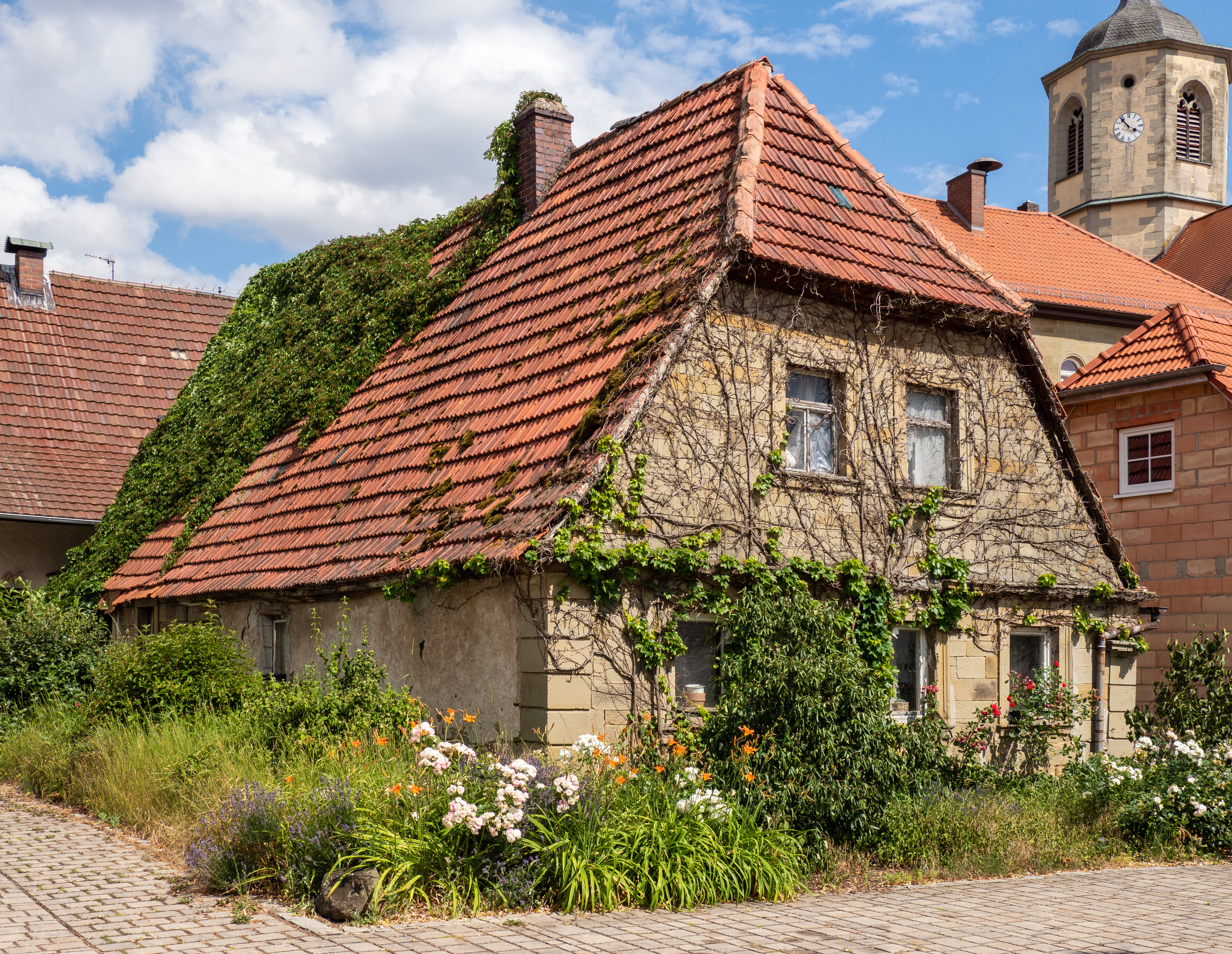
Fachwerkhaus in Prappach Wachthügelstraße 14